# Глузды (Смоленская область)
Глузды — деревня в Велижском районе Смоленской области России. Входит в состав Заозерского сельского поселения. Население — 4 жителя (2007 год).
Расположена в северо-западной части области в 26 км к северо-востоку от Велижа, в 28 км северо-восточнее автодороги Р133 Смоленск — Невель, на берегу реки Межа. В 102 км южнее деревни расположена железнодорожная станция Куприно на линии Смоленск — Витебск.

## История
В годы Великой Отечественной войны деревня была оккупирована гитлеровскими войсками в июле 1941 года, освобождена в сентябре 1943 года.

## Название
Наименование деревни носит белорусские корни и буквально обозначает (бел. Глузд) — рассудок, ум.